# Женска права су људска права
Женска права су људска права је фраза која се користи у феминистичком покрету. Фраза је први пут употребљена 1980-их и раних 1990-их. Његова најистакнутија употреба је за назив говора Хилари Родам Клинтон, прве даме Сједињених Држава, 5. септембра 1995. године на Четвртој светској конференцији о женама која је организована под покровитељством Уједињених нација у Пекингу. У овом говору, она је настојала да блиско повеже појам женских права са појмом људских права. У говору, Клинтонова је употребила фразу унутар дужег, двосмерног рефрена: „људска права су права жена, а женска права су људска права.”

## Прва употреба
Идеју, ако не тим специфичним речима, да су 'права жена људска права' први пут су изразиле различите фразе аболиционисткиње и протофеминисткиње Сара Мур Гримке и Ангелина Гримке Велд касних 1830-их. У својој серији Писма о равноправности полова, Сара Мур Гримке пише: Сходно томе, не знам ништа о правима мушкарца, нити о женским правима; људска права су све што признајем. Сличан израз користи њена сестра Ангелина Гримке Велд у својим говорима и личним писмима. У писму својој пријатељици Џејн Смит, она пише: Шта год је морално исправно да мушкарац уради, морално је исправно и за жену. Нисам признавала никаква права осим људских права.
Фраза "Женска права су људска права" је повремено коришћена током 1980-их и прве половине 1990-их, пре говора Хилари Клинтон. Примери укључују 1984. годину када је The New York Times цитирао шефицу њујоршке комисије за људска права, Марселу Максвел, која је користила ову фразу у разговору. Поново га је 1985. године користила Сесилија Медина, позната чилеанска правница, у једном значајном раду о феминизму. Назив њеног рада је био 'Женска права као људска права: земље Латинске Америке и Организација америчких држава (OAS).' Артикулишући историјску идеју, Медина је написала: Као логична последица чињенице да су женска права људска права, феминизам је, у теорији, покрет за постизање демократског друштва, без којег људска права можда неће бити у потпуности уживана.
Канадски политичар Ед Бродбент, који је био шеф Међународног центра за људска права и демократски развој, употребио је ту фразу у интервјуу за Calgary Herald у јануару 1993. године када је изјавио: Ако као друштво верујемо да су женска права људска права, онда је време да престанемо да дискриминишемо жене у политици према избеглицама. Ову фразу је употребила Лорел Флечер током симпозијума међународног права 1993. године под називом Кршење људских права против жена, чију су уређену верзију објавили Лорел Флечер, Алин Тејлор и Џоан Фицпатрик 1994. године. Члан 3. Малезијске повеље о људским правима, коју су у децембру 1994. године објавиле бројне невладине организације, почиње реченицом 'Женска права су људска права.'

## Клинтонов говор
Планирајући да одржи свој говор, 47-годишња Клинтонова пркосила је и притисцима унутрашње администрације и спољним притиском Кине да ублажи своје примедбе. Амерички Стејт департмент и Агенција за националну безбедност покушали су да је разувере са образложењем да би то изнервирало Кинезе. Док је председник Бил Клинтон унапред видео говор, његови помоћници нису, а шеф кабинета Беле куће Томас Мекларти је био под утиском да у њему неће бити ништа ново или контроверзно. Неки активисти за људска права су се такође противили да Клинтонова говори у Кини, страхујући да би то легитимисало тадашњу кинеску владу, а услов Стејт департмента је био да кинески активиста за људска права Хари Ву буде пуштен пре него што се Хилари Клинтон појави, што је и урађено. Неке гласне католичке групе критиковале су скуп као 'антипородичан', док су неки идеолошки конзервативци рекли да ће Клинтонова очигледно да гура 'радикалну феминистичку агенду' док је у Кини.
Сесилија Медина је била део Комитета Уједињених нација за људска права 1995. године и тако је можда утицала на говор.
Једном када се то догодило 5. септембра 1995. године, Клинтонов говор је одржан у великој сали на конференцији. У говору се залагала против праксе злостављања жена широм света и у самој Кини. Циљајући владе и организације, као и поједине жене, она је изразила уверење да се проблеми са којима се суочавају жене и девојке често или игноришу или прећуткују и тако остају нерешени. Елементи поменути у говору укључују смрт због мираза и кинеску политику једног детета.
Клинтонова је изјавила да више није прихватљиво расправљати о женским правима као одвојеним од људских права. Делегати из преко 180 земаља чули су је како каже:
| „ | Ако постоји једна порука која одјекује са ове конференције, нека то буде да су људска права женска права, а женска права су људска права, једном заувек. | ” |

Она је ове речи пратила следећим речима: Све док су дискриминација и неједнакости тако уобичајене свуда у свету, све док се девојке и жене мање цене, мање хране, храњене последње, презапослене, недовољно плаћене, нешколоване, изложене насиљу у и ван својих домова — потенцијал људске породице да створи миран, просперитетни свет неће бити остварен. Бројне жене делегаткиње на конференцији ударале су по столовима и навијале док је говорила.
Кинеским грађанима није било дозвољено да присуствују говору, а на кинеској радио-телевизији говор је био замрачен.
Говор је у то време добио истакнуту медијску пажњу. Том Брокау водитељ NBC News је рекао: 'На свој начин је директно погодила Кинезе', док је дописник те мреже Андреа Мичел рекла да је 'веома необично' да се Прва дама Сједињених Америчких Држава бави овом врстом значајне дипломатске активности. The New York Times је рекао да је Клинтонова говорила 'о људским правима снажније него што је то урадио било који амерички достојанственик на кинеском тлу'.

## Наслеђе
Говор се сматра утицајним у покрету за права жена. Конкретно, постао је кључни моменат у оснаживању жена, а годинама касније жене широм света ће рецитовати Клинтонове кључне фразе.
Говор је наведен као број 35 у 100 најбољих говора 20. века америчке реторике (наведено по рангу).
Клинтонова је 2011. године заузела сличан став о правима ЛГБТ особа у говору у Уједињеним нацијама на Међународни дан људских права, изјавивши да су "права хомосексуалаца људска права, а људска права су права хомосексуалаца".
У 2013. години, након што је Клинтонова била државна секретарка САД водила је преглед у Глобалној иницијативи Клинтон о томе како су се женска права променила од њеног говора из 1995. године. Закључено је да је постигнут напредак за девојчице у образовању и за жене и девојчице у здравству, али да жене широм света и даље трпе због недостатка политичких права и безбедносних слабости. Речима Хилари Клинтон: "То је нека врста сценарија до пола пуне чаше".
На двадесетогодишњицу говора 2015. године било је више ретроспектива о њему. Нису сви били одушевљени тиме: адвокат Брус Фин, чија је област рада Закон о јавном интересу, је рекао: "Дала је једну изјаву у Пекингу која није била баш дубока — да су жене људска бића."
У музичком споту Џенифер Лопез из 2016. за њену песму Ain't Your Mama, пример Клинтонове која држи део свог говора може се чути, конкретно: „Људска права су женска права, и женска права су људска права, једном заувек“.
Мадона је, за Међународни дан жена 2017. године, објавила кратки филм под називом Њена прича; завршава се поруком "Женска права су људска права".